# Камчхон (культурная деревня)

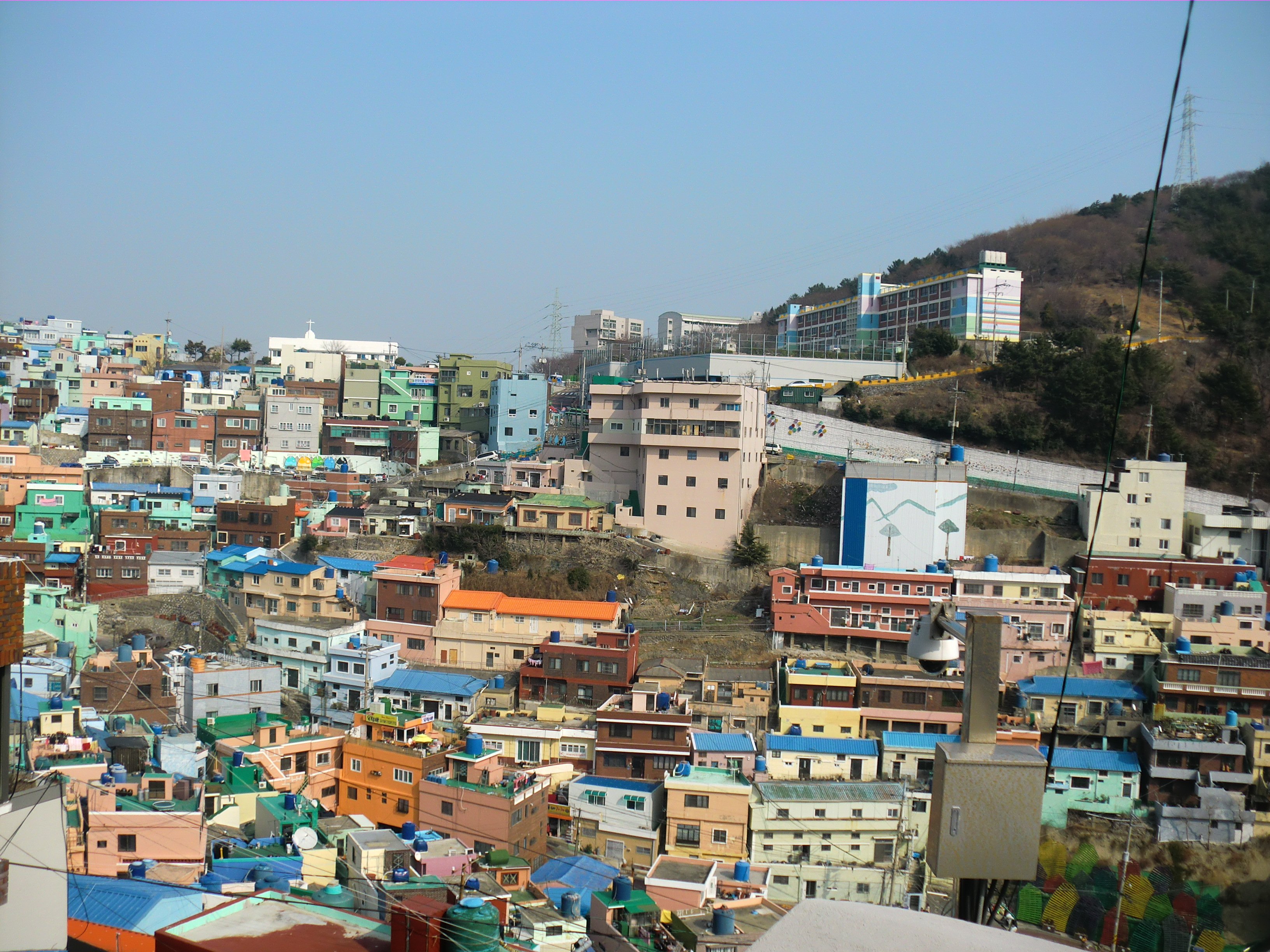

Культурная деревня Камчхон (кор. 감천 문화 마을; Камчхон мунхва маыль) — одно из селений в квартале Камчхон-дон района Саха-гу города Пусан, Республика Корея. В прошлом носило название «деревня Тхэгыкто» (кор. 태극도 마을; Тхэгыкто маыль). Ныне считается достопримечательностью города.
Деревня была основана в 1950 году последователями религии тхэгыкто, возникшей в начале XX века во время японской оккупации Корейского полуострова, и беженцами из северных районов полуострова, бежавшими от начавшейся Корейской войны. В деревне располагается главный храм религии тхэгыкто.
На протяжении многих десятилетий эта территория была бедным и неблагоустроенным кварталом, но в 2009 году деятели искусства Пусана и жители этого квартала совместно реализовали при поддержке пусанской администрации и министерства культуры страны «Проект художественного квартала», в результате чего появилась Культурная деревня Камчхон. Особенностью квартала являются дома, стоящие очень плотно друг к другу, каждый из которых выкрашен в какой-либо яркий цвет, причём соседние дома всегда имеют различную окраску. Стены многих домов украшены росписями, а парапеты — скульптурами, авторами которых выступили пусанские художники и скульпторы. Ввиду слишком плотного расположения домов в квартале лишь несколько очень узких улиц, а функцию дворов выполняют крыши.